# 佐兰·马米奇
佐兰·马米奇（1971年9月30日—），克罗地亚男子足球运动员，场上位置是中场。他曾代表克罗地亚国家队参加1998年国际足联世界杯，结果获得季军。